# Herb Czerwieńska
Herb Czerwieńska – jeden z symboli miasta Czerwieńsk i gminy Czerwieńsk w postaci herbu.

## Wygląd i symbolika
Herb przedstawia na srebrnej tarczy herbowej fragmenty murów obronnych z otwartą bramę w środku, po bokach muru umieszczone są dwie wieże, mające trzy otwory okienne. Między wieżami umieszczona jest tarcza herbowa dwudzielna w słup, w prawym srebrnym jej polu umieszczony jest wspięty czerwony lew z koroną, w lewym srebrnym polu widnieją dwa czerwone skosy. Nad wieżami umieszczona jest czerwona corona muralis z pięcioma wieżyczkami. Mury obronne i wieże są barwy czerwonej, otwory okienne - barwy czarnej. Tarcza herbowa między wieżami to herb rodu Rothenbergów - pierwszych właścicieli miasta.